# Mihalovci
Mihalovci – wieś w Słowenii, w gminie Ormož. 1 stycznia 2018 liczyła 145 mieszkańców.